# Leo I (hoàng đế)
Leo I (tiếng Latinh: Flavius Valerius Leo Augustus) (401 – 474) là Hoàng đế Đông La Mã từ năm 457 đến 474. Vốn là dân vùng Dacia Aureliana gần xứ Thracia trong lịch sử, vì vậy mà ông còn được gọi là Leo người xứ Thracia (Λέων Α' ὁ Θρᾷξ Leōn ha ho Thrax).
Trị vì Đế quốc Đông La Mã trong gần 20 năm từ 457 đến 474 Leo tỏ ra là một nhà lãnh đạo tài ba, ông đã giám sát nhiều kế hoạch chính trị và quân sự đầy tham vọng nhằm mục đích chủ yếu trợ giúp cho Đế quốc Tây La Mã đang dần suy yếu và phục hồi vùng các vùng lãnh thổ của họ như xưa. Ông nổi danh vì là vị Hoàng đế Đông La Mã đầu tiên làm luật viết bằng tiếng Hy Lạp chứ không phải là tiếng Latinh như trước đây.
Ông được Giáo hội Chính Thống giáo phương Đông tưởng niệm như một vị Thánh trong ngày lễ diễn ra vào ngày 20 tháng 1 hằng năm.

## Triều đại

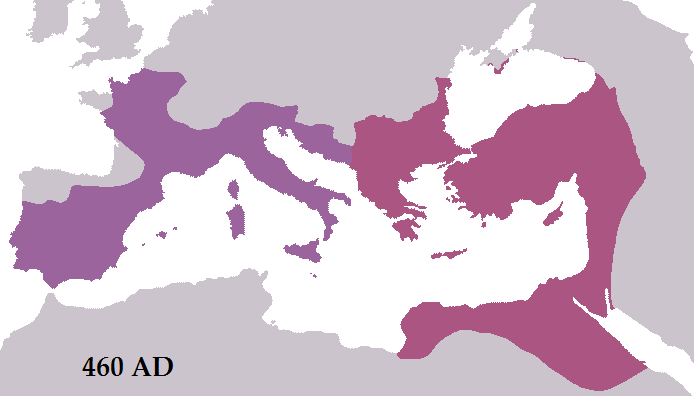
Đế quốc Đông La Mã vào năm 460 dưới thời Leo I.

Leo I hay còn gọi là Leo Marcellus lúc nhỏ sinh ở xứ Thracia hoặc tại tỉnh Dacia Aureliana vào năm 401 trong một gia đình La Mã gốc Thracia. Học giả Candidus Isaurus còn đề cập đến gốc gác Dacia của ông, trong khi John Malalas tin rằng ông xuất thân từ dòng dõi Bessian. Hồi còn trẻ, Leo vốn từng phục vụ trong quân đội La Mã rồi sau do đạt được nhiều chiến công hiển hách mà ông được thăng lên chức comes. Leo là người cuối cùng trong một loạt hoàng đế được đưa lên ngôi báu từ tay viên Đại tướng quân Đông La Mã gốc man tộc Alan là Aspar, vì nghĩ rằng Leo sẽ là một ông vua bù nhìn dễ bề chi phối. Trái lại, Leo ngày càng trở nên độc lập với Aspar, gây nên căng thẳng giữa đôi bên mà sẽ lên đến đỉnh điểm trong vụ ám sát sau này. 
Lễ đăng quang của Leo diễn ra vào ngày 7 tháng 2 năm 457, ông là người đầu tiên được biết đến có liên quan đến chức Thượng phụ thành Constantinopolis. Leo I đã vội liên minh với người Isauria nhằm mục tiêu loại bỏ tên quyền thần Aspar. Cái giá của liên minh là Leo phải gả con gái của mình cho Tarasicodissa, thủ lĩnh của người Isauria cùng một cách mà Zeno đã làm khi trở thành hoàng đế vào năm 474. Năm 469, Aspar đã cố gắng phái người ám sát Zeno nhưng bất thành. Cuối cùng vào năm 471, con trai của Aspar là Ardabur có liên can đến một âm mưu chống lại Leo và chẳng mấy chốc cả hai đều bị thủ hạ do ông phái đến ám sát.
Leo đánh giá quá cao khả năng của mình và ông đã mắc phải một số sai lầm đe dọa đến trật tự nội bộ của Đế quốc. Vùng Balkan đã bị người Ostrogoth tàn phá tơi bời sau một bất đồng giữa Hoàng đế và vị thủ lĩnh trẻ tuổi Theodoric Đại đế đã xảy ra tại triều đình của Leo ở Constantinopolis, nơi ông đang đắm chìm với những chiến thuật quân sự và bộ máy cai trị của Đế quốc La Mã. Ngoài ra còn có một số cuộc tấn công của người Hun. Tuy nhiên, những kẻ tấn công đã không thể nào chiếm được Constantinopolis nhờ vào các bức tường thành kiên cố, mà đã được xây dựng lại và củng cố dưới thời Theodosius II nhằm để chống lại những khí cụ công thành đầy uy lực của kẻ thù.
Triều đại của Leo còn đáng chú ý vì ảnh hưởng của ông lên Đế quốc Tây La Mã đã được chứng tỏ bằng việc sắc phong Anthemius làm Hoàng đế Tây La Mã vào năm 467. Ông đã cố gắng vun đắp thành tích chính trị này bằng một cuộc viễn chinh chống lại người Vandal vào năm 468 để rồi bị thảm bại do sự kiêu ngạo của người em rể Basiliscus. Thảm họa này làm tiêu hao binh lính và tiền bạc của Đế quốc. Cuộc viễn chinh này có chi phí lên đến 130,000 bảng vàng và 700 bảng bạc, bao gồm 1113 tàu chở 100.000 quân nhưng đến lúc cuối bị mất 600 tàu. Sau thất bại này, người Vandal càng tăng cường đột kích vùng bờ biển Hy Lạp cho đến khi buộc Leo phải ký kết một thỏa thuận hòa bình tốn kém với Genseric nhằm kết thúc cuộc chiến quá tốn kém này.
Về cuối đời Leo mắc bệnh lỵ nghiêm trọng dù được các danh y tận tình cứu chữa nhưng ông đã không qua khỏi và mất vào ngày 18 tháng 1 năm 474 ở tuổi 73.

## Gia đình

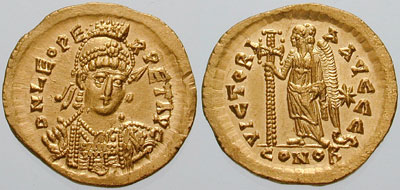
Đồng vàng solidus của Leo I, được đúc từ năm 462–473 tại Constantinopolis.

Leo và Verina có ba người con. Con gái lớn của họ là Ariadne được sinh ra trước khi Marcianus qua đời (trị vì 450-457). Ariadne có một người em gái là Leontia. Leontia lần đầu tiên được hứa gả cho Julius Patricius, con trai của Aspar thế nhưng hôn ước của họ đã bị hủy bỏ khi Aspar và một người con khác của ông là Ardabur bị ám sát vào năm 471. Leontia sau đó kết hôn với Marcianus, một người con của Hoàng đế Anthemius và Hoàng hậu Marcia Euphemia. Cặp đôi này đã dẫn đầu một cuộc nổi dậy bất thành chống lại Zeno vào khoảng năm 478-479. Cuộc nổi dậy bị đàn áp đẫm máu và cả hai đều bị đày biệt xứ đến chốn Isauria.
Một người con trai không rõ danh tính khác của ông được sinh ra năm 463 nhưng mất sớm sau năm tháng hạ sinh. Những nguồn tài liệu duy nhất viết về ông là từ một lá số tử vi của Rhetorius và một cuốn tiểu sử các vị Thánh của Daniel Nhà Ẩn sĩ.
Trong cuốn Biên niên sử Gruzia, một bộ sử có từ thế kỷ thứ 13 dựa theo những nguồn tài liệu trước đây, kể lại cuộc hôn nhân của vua Vakhtang I xứ Iberia với công chúa Helena nước Byzantium, và xác nhận bà chính là con gái của vị vua quá cố trước Zeno. Vị vua tiền nhiệm này có lẽ là Leo I, câu chuyện có nhắc đến người con gái thứ ba của Leo. Cyril Toumanoff đã xác nhận vị hoàng đế này có hai người con từ cuộc hôn nhân này là Mithridates xứ Iberia và Leo xứ Iberia. Người con thứ hai Leo này chính là cha của Guaram I xứ Iberia. Tính chính xác về dòng dõi này hiện vẫn còn mơ hồ.